# Río Alcollarín
Río Alcollarín är ett vattendrag i Spanien. Det ligger i den centrala delen av landet, 240 km sydväst om huvudstaden Madrid.